# 서태지컴퍼니
서태지컴퍼니(seotaiji company)는 서태지가 2001년 3월 24일에 설립한 기업이다. 대한민국의 열악한 문화환경을 매니아들의 전문성으로 강하게 타파하고자 하는 목적을 가졌고, 서태지의 팬사이트인 서태지닷컴의 공식적인 운영도 하고 있다. 서태지 컴퍼니의 경영은 서태지 본인이 하지 않고 전문 기업인이 맡아서 하고 있다.
사업 분야는 ETPFEST 개최, 서태지와 관련된 음반의 제작 및 발매, 저작권 관리, 록 레이블인 괴수 인디진 운영, 서태지닷컴 및 서태지 관련 아이템 판매 사이트인 이티피샵(etpshop) 운영 등이다.

## 회사 소개
“자유, 창조, 도전”의 젊은 매니아 정신을 널리 퍼트리고, 나아가서는 국내 매니아 산업을 육성하여 사람들의 삶에 기쁨과 전문성을 전파하고자 하는 Global Media Group입니다. 서태지컴퍼니는 기존 사회에 잔재되어 있는 학력 위주의 인재가 아닌 할 수 있는 힘과 뜨거운 열정, 그리고 사람을 사랑하는 이들이 모여 더 멋진 세상과 삶을 만들어 가기 위한 끊임없는 시도와 노력을 통해 더 큰 성공을 이루어 내고 있습니다. 세상을 미치도록 즐겁게 해주는 힘. 끊임없이 꿈틀거리고 뻗어나가는 서태지컴퍼니와 함께 진화되고 있는 수천 수만의 매니아 정신을 느껴보세요!

## 소속 뮤지션
- 서태지(서태지 밴드)

## 사업
- 서태지 음반 제작, 서태지 공연 주최
- 서태지 음원, 동영상 등 컨텐츠 제작 관리
- 저작권 및 초상권 등 서태지 관련 각종 권리 관리
- 서태지닷컴(seotaiji.com) 운영
- 2001년 10월 11일 이티피페스티벌(ETPFEST) 최초의 위성 공연(일본 스튜디오공연, 종합경기장 위성 중계) : 서태지(Seotaiji)
- 2002년 10월 25~26일 이티피페스티벌(ETPFEST) : 서태지(Seotaiji), 히데(X-Japan), Tommy LEE, SKRAPE, TRANS FIXION, Nell, PIA, YG Family, 리쌍, 스키조, 디아블로, 타카피, RIZE, dopchead, 45Rpm
- 2003년 12월 11일 라이브와이어(04' Live Wire):  서태지(Seotaiji), Korn, Fear Factory 등
- 2004년 8월 10일 이티피페스티벌(ETPFEST) : 서태지(Seotaiji), Hoobastank, zebrahead, PE'Z, PIA, Gumx 등
- 2008년 8월 15일 이티피페스티벌(ETPFEST) : 서태지(Seotaiji), 마릴린맨슨(Marilyn Manson), The Used, Death cab for cutie, Monkey Majik, Dragon Ash, 에픽하이, 클래지콰이, 피아, 바닐라 유니티, Yamarashi, 트랜스픽션 등
- 2009년 8월 15일 이티피페스티벌(ETPFEST) : 서태지(Seotaiji), NIN, Limpbizkit, Keane, BoomBoomSatellites, Fade, Gumx, PIA 등

## 서태지컴퍼니 음반 외 사업
- 2001년 연예인 최초, 육필을 바탕으로한 서태지 폰트(seotaiji font) 개발[7]
- 2004년 서태지 음악인생 드라마 제작 사업(무산)[8]
- 2004년 태지브릭(taiji brick) 캐릭터 사업 진출[9]
- 2004년 뮤직비디오 첫 극장 상영[10]
- 2007년 서태지 MP3 (삼성 옙 P2 스페셜 에디션)[11]
- 2007년 11월 서태지아이닷컴(www.seotajii.com) 퍼즐 웹사이트 15주년 기념관[12]
- 2008년 서태지, 뮤지션 최초 영화 전용관[13]
- 2009년 서태지, 뮤지션 최초 신용카드(신한카드)[14]
- 2014년 서태지 음악 창작 뮤지컬 페스트[15]

## 관련 회사
- 예당엔터[16]
- 액세스엔터테인먼트[17]
- (주)IMX(인터랙티브미디어믹스)[18]
- (주)STJ글로벌[19]
- 버닝하트 프로덕션[20]
- 더피온[21]
- 스포트라이트 보관됨 2021-05-21 - 웨이백 머신[22]

## 같이 보기
- 괴수 인디진 (前 nell 넬, PIA 피아, Diablo 디아블로)
- visual artist day-z 데이지 보관됨 2021-05-06 - 웨이백 머신
- visual artist rapunzel 라푼젤
- graphic designer hongbaksa 홍박사